# Friso den Hertog
Johan Friso den Hertog (1946) is een Nederlands bedrijfskundige, organisatieadviseur en hoogleraar aan de Universiteit Maastricht, die een bijdrage geleverd tot een verdere uitdieping van de sociotechniek in Nederland.
Friso den Hertog studeerde organisatiepsychologie aan de Universiteit Leiden, en promoveerde in 1975 aan de Technische Universiteit Delft op het proefschrift Werkstrukturering: ervaringen met alternatieve werkorganisaties binnen het Philips bedrijf. Sinds 1987 is hij deeltijdhoogleraar Technologie, organisatiebeleid en organisatie-ontwerp aan de Universiteit Maastricht en managementconsultant bij Altuïtion in Den Bosch.

## Publicaties
Friso den Hertog publiceerde een veertigtal boeken. Een selectie:
- 1977 Werkstrukturering. Bew. proefschrift Delft 1975. ISBN 90-14-02618-8 pbk
- 1979 Organisatie-ontwerp en de speelruimte voor werkoverleg en werkstrukturering
- 1980 Organiseren met een menselijke maat. Met Albert van Assen en Paul Koopman (red.) Samson. ISBN 90-14-02835-0
- Management van technologische vernieuwing. Met F.M. van Eijnatten (red.). Van Gorcum. ISBN 90-232-2521-X
- 1995 Onderzoek in organisaties : een methodologische reisgids. Met Ed van Sluijs. Van Gorcum. ISBN 90-232-3062-0
- 1997 De kennisfactor : concurreren als kennisonderneming. Met Edward Huizenga. Kluwer BedrijfsInformatie. ISBN 90-267-2601-5